# La Iglesia (Goyanes)
La Iglesia (En gallego y oficialmente A Igrexa) es una aldea española del municipio de Puerto del Son, La Coruña, Galicia. Pertenece a la parroquia de Goyanes.
Está situada en el norte del municipio a 12 metros de altura y a 7,4 kilómetros de la capital municipal. Las localidad más cercana es Portosín, estando rodeada en su totalidad por esta villa. En 2021 tenía una población de 2 habitantes (0 hombres y 2 mujeres).